# Oribotritia paraincognita
Oribotritia paraincognita är en kvalsterart som beskrevs av Wojciech Niedbała 2006. Oribotritia paraincognita ingår i släktet Oribotritia och familjen Oribotritiidae. Inga underarter finns listade i Catalogue of Life.